# Farako (Sikasso)
Farako is een gemeente (commune) in de regio Sikasso in Mali. De gemeente telt 14.800 inwoners (2009).
De gemeente bestaat uit de volgende plaatsen:
- Digan
- Fangouan
- Farafing
- Farako
- Fatou
- Finiko
- Foutiré
- Gourouko
- Kâh
- N'Godiarala
- Néguépié
- Soronko
- Tienko